# West Brooklyn (Illinois)
West Brooklyn est un village du comté de Lee dans l'Illinois, aux États-Unis,. Situé au nord du comté, il est incorporé le 24 septembre 1894 ou le 20 mai 1895.

## Démographie
Lors du recensement de 2010, le village comptait une population de 142 habitants. Elle est estimée, en 2016, à 134 habitants.

### Source de la traduction
- (en) Cet article est partiellement ou en totalité issu de l’article de Wikipédia en anglais intitulé « West Brooklyn, Illinois » (voir la liste des auteurs).